# Seccotine
Seccotine est l'un des personnages récurrents de la bande dessinée Spirou et Fantasio. Créée par André Franquin, elle apparaît en 1953 dans l'album La Corne de rhinocéros. Elle est l'un des premiers personnages féminins à occuper un rôle « actif » et valorisé dans une bande dessinée franco-belge.
Reporter au Moustique, cette jeune femme énergique, débrouillarde et audacieuse est tout à la fois partenaire d'aventures, amie et rivale de Spirou et Fantasio. Si elle n'a officiellement pas de lien amoureux avec l'un ou l'autre des héros (à l'exception notable de l'aventure — tardive — Machine qui rêve), les auteurs qui se la sont appropriée hors de la série régulière l'ont représentée à plusieurs reprises avec une posture plus équivoque.

## Biographie du personnage
C'est une journaliste qui, tout comme Fantasio, travaille au Moustique. Elle est toujours en quête de scoop. Son nom est celui d'une colle employée en reliure et bien connue à l'époque. Elle « colle » donc à Spirou et surtout à Fantasio, se retrouvant souvent à la poursuite des mêmes informations que ce dernier. C'est elle qui découvre la petite famille de marsupilamis, laquelle aura par la suite sa propre série.

### Son arrivée au journalMoustique
Engagée à la suite de la platitude d'un article de Fantasio pour le journal, Seccotine mène une enquête sur la destruction de l'usine Turbot (firme automobile pour laquelle Fantasio avait été pilote de course) et croise les héros de cette histoire alors que Fantasio, réalisant un faux cambriolage pour servir de matière à un reportage, vient de trouver Roulebille, lui aussi ancien coureur chez Turbot, blessé. Elle est la première journaliste à prendre en photo la Turbotraction Rhino 1, pourtant encore protégée par le secret avant sa sortie en série. Cependant Spirou s'aperçoit de son méfait, sans que l'on sache s'il obtiendra la destruction des vues prises.

### La Palombie
D'abord envoyée en Palombie pour couvrir la montée en puissance du régime du général Zantas, Seccotine tombe nez à nez avec Spirou et Fantasio, alors colonels contre leur gré du général Zantas (en fait, le cousin maléfique de Fantasio : Zantafio). Déguisée, elle aide ces derniers à faire tomber et destituer le conquérant (Le Dictateur et le Champignon), et reste en Palombie pour mener un reportage de longue haleine : reprenant les travaux préliminaires de Spirou et Fantasio, elle découvre un couple de marsupilamis et suit leur vie de famille pendant plusieurs mois (Le Nid des Marsupilamis).

### Autres reportages
Par la suite, Seccotine continue de travailler pour le journal Moustique, ses investigations la mènent souvent à croiser la route de Spirou et Fantasio (Paris-sous-Seine). Cependant, elle est la première à ouvrir leur courrier (Aventure en Australie)...

## Évolution
Seccotine représente ce que Fantasio aspire à être : un journaliste d'investigation toujours à la pointe du scoop et capable d'utiliser tous les moyens pour parvenir à ses fins. Capable, débrouillarde et complètement opportuniste, elle ne manque pas une occasion de rendre service à Spirou et Fantasio – dans l'espoir d'y gagner un scoop (La Corne de rhinocéros, Aventure en Australie). Résolument moderne, Seccotine roule en scooter dès le début des années 1950, possède un brevet de pilote, est une exploratrice accomplie, et n'est jamais prise au dépourvu par les technologies les plus avancées. Dans Le Nid des Marsupilamis, elle est cependant dépeinte comme une conductrice très imprudente, qui représente, à bord de son scooter, un véritable danger public.
Avec Fantasio – qui la surnomme plus ou moins affectueusement « Agrippine » – les prises de bec sont nombreuses et variées. Le caractère volatil des deux personnages concurrents (tous deux travaillent pour le même journal) entraîne de fréquentes prises de becs retentissantes, le plus souvent sous le regard gêné de Spirou. En fait, leur rivalité est largement interprétable comme une relation d'amour-haine dans les albums de Franquin.
Seccotine disparaît de la série lors de la reprise de celle-ci par Fournier. Le nouvel auteur ne l'utilise que dans l'histoire courte Joyeuses Pâques, papa !, destinée à rendre hommage à Franquin en représentant tous les personnages de ce dernier. Fournier qui, en tant que jeune lecteur, n'aimait pas Seccotine, crée pour la remplacer un autre personnage féminin, celui de la jeune Polynésienne Ororéa.
Tome et Janry font revenir Seccotine à l'occasion de leur deuxième album, Aventure en Australie (1983). Machine qui rêve (1998), dans lequel les auteurs tentent de donner à la série un ton plus réaliste, remanie profondément le personnage. D'abord, elle exige d'être appelée Sophie, plutôt que par un « surnom ridicule ». Graphiquement, Janry en fait une créature pulpeuse et sexy, en minijupe moulante, arborant un bijou en forme de cœur dans son décolleté. Elle fait également preuve d'une sentimentalité qu'on ne lui avait jamais connue jusque-là, et montre une indéniable attirance pour Spirou (quoique, à la fin, elle semble préférer son double). De même que l'évolution stylistique de Machine qui rêve est abandonnée, les albums suivants ignorent ces changements apportés à Seccotine. Morvan et Munuera, puis Yoann et Vehlmann, reviennent en effet à des conceptions du personnage plus proches de celles de Franquin. Le prénom de Sophie, sans être nié, est abandonné : dans Aux sources du Z, elle se présente à la police en tant que journaliste sous le nom de Seccotine, qui est donc au moins son nom de plume.
Dans Le Tombeau des Champignac (2007) Seccotine devient le personnage central. Elle mène l'aventure, contrôle la situation de bout en bout, quitte à faire passer ses amis pour des niais. On la voit aguicher tendrement un Spirou tout gêné en lui demandant « Spirou, vous avez déjà embrassé une fille ? », et taquiner Spirou et Fantasio en suggérant qu'ils forment un couple homosexuel. Toujours aussi opportuniste et dénuée de scrupules, elle s'éclipse à la fin de l'album pour aller se faire entretenir par un riche Asiatique (M. Zanskar), laissant Spirou en proie à son premier chagrin d'amour publié en BD.

## Apparitions

### Bande dessinée

#### Série officielleSpirou et Fantasio
- La Corne de rhinocéros (Franquin, Dupuis, 1955)
- Le Dictateur et le Champignon (Franquin, Dupuis, 1956)
- Le Nid des Marsupilamis (Franquin, Dupuis, 1960)
- Le gorille a bonne mine (Franquin, Dupuis, 1959)
- Aventure en Australie (Tome, Janry, Dupuis, 1985)
- La Jeunesse de Spirou (Tome, Janry, Dupuis, 1987)
- Machine qui rêve (Tome, Janry, Dupuis, 1998)
- La Voix sans maître (Tome, Janry, Dupuis, 2003)
- Fantasio et le fantôme (Fournier, Dupuis, 2003)
- Paris-sous-Seine (Jean-David Morvan, José-Luis Munuera, Dupuis, 2004)
- Aux sources du Z (Jean-David Morvan, Yann, José-Luis Munuera, Dupuis, 2008)
- Dans les griffes de la Vipère (Fabien Vehlmann, Yoann Chivard, Dupuis, 2012)
- La mort de Spirou (Sophie Guerrive, Benjamin Abitan, Olivier Schwartz) (Dupuis, 2022)
- La mémoire du futur (Sophie Guerrive, Benjamin Abitan, Olivier Schwartz) (Dupuis, 2024)

#### Hors-série
- Le Triomphe de Zorglub (Olivier Bocquet, Brice Cossu, Alexis Sentenac, Dupuis, 2018)

#### Le Spirou de...
- Le Tombeau des Champignac (Yann, Fabrice Tarrin, Dupuis, 2007)
- Fantasio se marie (Benoît Feroumont, Dupuis, 2016)
- Fondation Z (Denis-Pierre Filippi, Fabrice Lebeault, Dupuis, 2018)

Spirou et Fantasio - Classique
- La baie de cochons (Michaël Baril, Clément Lemoine, Elric, Dupuis, 2024)

### Série animée
- Spirou et Fantasio (2006)

### Cinéma
- 2018 : Spirou et Fantasio d'Alexandre Coffre, interprétée par Géraldine Nakache